# Ротсей (Міннесота)
Ротсей (англ. Rothsay) — місто (англ. city) в США, в округах Вілкін і Оттер-Тейл штату Міннесота. Населення — 498 осіб (2020).

## Географія
Ротсей розташований за координатами 46°28′25″ пн. ш. 96°17′2″ зх. д. / 46.47361° пн. ш. 96.28389° зх. д. (46.473675, -96.283793).  За даними Бюро перепису населення США в 2010 році місто мало площу 2,28 км², уся площа — суходіл. В 2017 році площа становила 2,11 км², уся площа — суходіл.

## Демографія
Згідно з переписом 2010 року, у місті мешкали 493 особи в 211 домогосподарстві у складі 140 родин. Густота населення становила 216 осіб/км².  Було 250 помешкань (109/км²).
Расовий склад населення:
| - 98,8 % — білих - 0,8 % — корінних американців - 0,4 % — азіатів |

До двох чи більше рас належало 0,0 %. Частка іспаномовних становила 0,2 % від усіх жителів.
За віковим діапазоном населення розподілялося таким чином: 25,8 % — особи молодші 18 років, 58,4 % — особи у віці 18—64 років, 15,8 % — особи у віці 65 років та старші. Медіана віку мешканця становила 37,1 року. На 100 осіб жіночої статі у місті припадало 105,4 чоловіків;  на 100 жінок у віці від 18 років та старших — 94,7 чоловіків також старших 18 років.
Середній дохід на одне домашнє господарство  становив 50 100 доларів США (медіана — 44 545), а середній дохід на одну сім'ю — 56 027 доларів (медіана — 48 500). Медіана доходів становила 43 333 долари для чоловіків та 31 528 доларів для жінок. За межею бідності перебувало 8,7 % осіб, у тому числі 8,9 % дітей у віці до 18 років та 12,9 % осіб у віці 65 років та старших.
Цивільне працевлаштоване населення становило 226 осіб. Основні галузі зайнятості: освіта, охорона здоров'я та соціальна допомога — 27,9 %, мистецтво, розваги та відпочинок — 15,0 %, роздрібна торгівля — 14,2 %.